# ستيفي بروك
ستيفي بروك (بالإنجليزية: Stevie Brock)‏ هو مغني أمريكي، ولد في 23 أكتوبر 1990 في دايتون في الولايات المتحدة.

## وصلات خارجية
- ستيفي بروك على موقع IMDb (الإنجليزية)
- ستيفي بروك على موقع ميوزك برينز (الإنجليزية)
- ستيفي بروك على موقع أول ميوزيك (الإنجليزية)
- ستيفي بروك على موقع ديسكوغز (الإنجليزية)